# 東海 (大田区)
東海（とうかい）は、東京都大田区の町。住居表示実施済み。現行行政地名は東海一丁目から東海六丁目。人口はごくわずかである。

## 地理
大田区の東部に位置する。大井ふ頭その1の南側、大田区の区域に該当する（北側は品川区八潮となる）。北部は品川区八潮に接する。南東部から東部にかけては大田区城南島になる。南部は、大田区京浜島になる。地域西部は、大田区平和島になる。1939年からの東京湾岸の埋め立てにより完成。西側の平和島との間を京浜運河が流れている。工業用地や公園、公共施設（大田市場）などからなっている。大井埠頭に関連してバンプールやシャーシープール、各企業による倉庫や物流センターなどが置かれている。

### 町丁
- 東海一丁目…地域北西部。都立大井ふ頭中央海浜公園の大田区側の区域と大田スタジアム、東京都立東海緑道公園といった緑地スペースのほか、臨海斎場や、AMB大田ディストリビューションセンターといった物流センターがある。
- 東海二丁目…地域南西部。東京都中央卸売市場大田市場花き棟や、物流センターのほか、一丁目から続いて東京都立東海緑道公園がある。また二丁目最南部には東京都立東海ふ頭公園がある。
- 東海三丁目…地域中南部。地域の主要な部分は東京都中央卸売市場大田市場が広がっている。他近隣には、当市場に関連して卸売関連の企業の入ったビルも見られる。また三丁目の北部から東部一帯にかけては、東京都立東京港野鳥公園が広がっている。また、最南部は東京都立東海緑道公園がある。
- 東海四丁目…地域中北部。各企業による倉庫、物流センター、バンプール、シャーシープールが広がっている。また四丁目最西部には東京臨海高速鉄道東臨運輸区の留置線がある
- 東海五丁目…地域東部。東京湾に面し、大井水産物ふ頭がある。これに関連して、大井海貨上屋による倉庫群、東京水産ターミナル大井埠頭冷蔵倉庫がある。
- 東海六丁目…地域南東部。東京湾に面し、大井食品ふ頭、大井青果ふ頭がある。これに関連して、港湾関連の施設・企業のほか、バンプールが広がる。日東富士製粉東京工場も当地にある。

## 歴史
「東海」という地名は、1980年に誕生している。
- 1980年1月1日 - 一丁目、四丁目、五丁目で、住居表示を実施[4]。
- 1988年11月1日 - 住居表示を実施し、二丁目、三丁目、六丁目を設置[5]。

### 町名の変遷
| 実施後     | 実施年月日    | 実施前 |
| ---------- | ------------- | --- |
| 東海一丁目 | 1980年1月1日  | 東海一丁目 |
| 東海二丁目 | 1988年11月1日 | 大井ふ頭その一埋立地大田区側の一部、大井ふ頭その一埋立地C区その二ハ区第一工区B区                                                                                             |
| 東海三丁目 | 1988年11月1日 | 大井ふ頭その一埋立地大田区側の一部、大井ふ頭その一埋立地C区その二ハ区第一工区A区、大井ふ頭その一埋立地C区その二ハ区第一工区A区、大井ふ頭その一埋立地C区その二ハ区第二工区B区 |
| 東海四丁目 | 1980年1月1日  | 東海四丁目 |
| 東海五丁目 | 1980年1月1日  | 東海五丁目 |
| 東海六丁目 | 1988年11月1日 | 大井ふ頭その一埋立地大田区側の一部、大井ふ頭その一埋立地B区その二ロ区第一工区、大井ふ頭その一埋立地C区その二ハ区第一工区C区                                                  |

## 学区
区立小・中学校に通う場合、学区は以下の通りとなる（2023年3月時点）。
| 丁目       | 番地 | 小学校                 | 中学校                 |
| ---------- | ---- | ---------------------- | ---------------------- |
| 東海一丁目 | 全域 | 大田区立大森第五小学校 | 大田区立大森第二中学校 |
| 東海二丁目 | 全域 | 大田区立大森第五小学校 | 大田区立大森第二中学校 |
| 東海三丁目 | 全域 | 大田区立大森第五小学校 | 大田区立大森第二中学校 |
| 東海四丁目 | 全域 | 大田区立大森第五小学校 | 大田区立大森第二中学校 |
| 東海五丁目 | 全域 | 大田区立大森第五小学校 | 大田区立大森第二中学校 |
| 東海六丁目 | 全域 | 大田区立大森第五小学校 | 大田区立大森第二中学校 |

## 事業所
2021年（令和3年）現在の経済センサス調査による事業所数と従業員数は以下の通りである。
| 丁目       | 事業所数  | 従業員数 |
| ---------- | --------- | -------- |
| 東海一丁目 | 32事業所  | 504人    |
| 東海二丁目 | 45事業所  | 1,089人  |
| 東海三丁目 | 407事業所 | 6,055人  |
| 東海四丁目 | 127事業所 | 2,483人  |
| 東海五丁目 | 89事業所  | 1,971人  |
| 東海六丁目 | 27事業所  | 562人    |
| 計         | 727事業所 | 12,664人 |

### 事業者数の変遷
経済センサスによる事業所数の推移。
| 年                 | 事業者数 |
| ------------------ | -------- |
| 2016年（平成28年） | 687      |
| 2021年（令和3年）  | 727      |

### 従業員数の変遷
経済センサスによる従業員数の推移。
| 年                 | 従業員数 |
| ------------------ | -------- |
| 2016年（平成28年） | 11,446   |
| 2021年（令和3年）  | 12,664   |

## 交通
地域東部の大田区平和島と大和大橋で繋がっている。地域南部の京浜島とは京浜大橋で繋がっている。地域南東部の城南島とは城南野鳥橋と城南大橋で繋がっている。地域内には環七通りが通っている。また地域西部を湾岸道路（国道357号線）と首都高速湾岸線が縦貫している。東海ジャンクションも当地になる。流通関連が集中し大型車の往来も多いため、車線が多いなど大型車の頻繁な往来にも適した構造となっている。
当地域内に鉄道駅はない。鉄道駅からの徒歩では、一番近い駅は東京モノレール羽田空港線・流通センター駅になるが（位置としては品川区八潮にある東京貨物ターミナル駅が一番近いが、当駅には旅客列車は来ない）、場所によっては時間を要するので注意が必要である。大森駅から出ている京浜急行バスや、品川駅から出ている都営バスの利用も多い。

## 施設
- 大井ふ頭中央海浜公園
- 東京港野鳥公園

### 東海ふ頭公園
東海ふ頭公園は、二丁目の大井ふ頭の南西端にある公園で、公園の西部の高速道路の高架下には砂を固めて作った広場があり、この広場ではバーベキューも可能である（バーベキューは予約不要で無料）。園内には人工磯があり、釣りなども可能（釣りも無料）。
- 開園年月日：1994年11月1日
- 面積：22,694.18 m2
- アクセス：大森駅などよりバス（京急バス 森24または森32系統）「京浜大橋」バス停下車。

### 東海緑道公園
東海緑道公園は、当地域内にある大井ふ頭中央海浜公園・東京港野鳥公園・品川区八潮にあるみなとが丘ふ頭公園付近に続いている緑道公園である。緑地としては3つに分かれており（大井ふ頭中央海浜公園から東京港野鳥公園までの部分、大井ふ頭の南端部分、東海四丁目、五丁目、六丁目内の緑道部分）連続性はない。所在地は一丁目から六丁目にまたがっている。公園は主に遊歩道で樹木や草花なども見られる。また南部の大井ふ頭の南端あたりは、運河に面して釣りも可能になっている。
- 開園年月日：1975年12月1日
- 面積：43,890.31 m2
- アクセス：東海の各地域内にあるので様々なアクセス方法があるが、品川駅や大森駅などよりバス（都営バス品98系統（品川駅）や京急バス 森24・森32・森43などの系統（大森駅））や東京モノレール羽田空港線・流通センター駅などからのアクセスが考えられる。

## その他

### 日本郵便
- 郵便番号 : 143-0001[2]（集配局 : 大森郵便局[10]）。